# Aframomum melegueta
Aframomum melegueta, vrsta jednosupnica iz porodice đumbirovki. Raširena je po zapadnoj Africi, a trgovci robljem unesli su je i u Ameriku. 
Sjemenke, poznate kao gvinejski papar, melegueta papar i krokodilski papar koriste se kao začin i aroma u širokom izboru hrane i pića, uključujući kruh, vino, srdele, sladoled, slatkiše i bezalkoholna pića. U sjemenkama se nalazi i aktivni sastojak paradol, koji ima antioksidacijske i antitumorske učinke.
Zrna melegueta papra imaju oštar, ljut i papreni okus.